# 프레일리

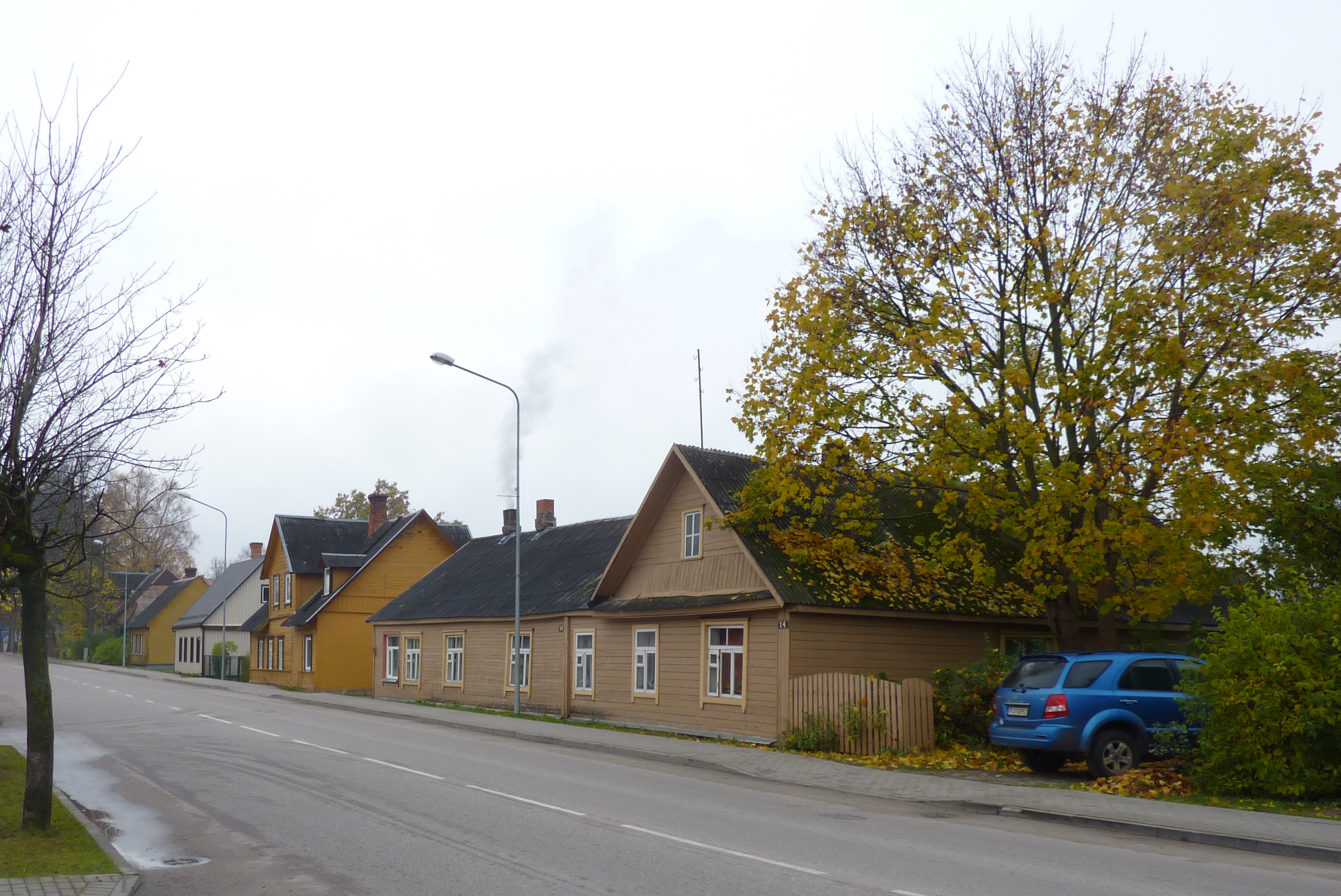
프레일리에 있는 다우가프필스 거리

프레일리(라트비아어: Preiļi)는 라트비아의 도시로 프레일리 시의 행정 중심지이며 면적은 5.1km2, 인구는 8,605명, 인구 밀도는 1,687명/km2이다.

시 문장